# Melanomyoides capensis
Melanomyoides capensis är en tvåvingeart som först beskrevs av Zumpt 1959.  Melanomyoides capensis ingår i släktet Melanomyoides och familjen gråsuggeflugor. Inga underarter finns listade i Catalogue of Life.